# Elías Figueroa
Elías Ricardo Figueroa Brander (Valparaíso, 25 ottobre 1946) è un ex calciatore cileno, di ruolo difensore.
Soprannominato Don Elías, è considerato uno dei più forti difensori sudamericani della storia del calcio nonché come uno dei più forti giocatori cileni di sempre. Occupa la 37ª posizione nella speciale classifica dei migliori calciatori del XX secolo pubblicata dall'IFFHS e l'8ª posizione della classifica dei migliori calciatori sudamericani del XX secolo pubblicata sempre dalla stessa rivista. Nel marzo del 2004, Pelé lo ha anche inserito nella FIFA 100, la lista dei 125 migliori calciatori viventi, redatta in occasione del Centenario della FIFA.

## Caratteristiche tecniche
Era un difensore centrale molto elegante, forte fisicamente, bravo nel gioco aereo, dotato di eccellente senso dell'anticipo sull'avversario, ottimo passo, grandi capacità di comando e tecnica. Sicuro nei passaggi e nel dribbling, poteva impostare l'attacco ed anche andare a creare pericolo nell'area avversaria.

## Carriera

### Club
Ha giocato 241 partite per il Peñarol, segnando 6 reti, e 336 per l'Internacional, realizzando 26 reti. È stato votato migliore calciatore dell'Uruguay nel 1967 e nel 1968. È stato votato miglior calciatore del campionato brasiliano (Bola de Ouro) nel 1972 e 1976, miglior calciatore sudamericano nel 1974, 1975 e 1976.
La FIFA lo ha nominato "giocatore dell'anno" nel 1976.

### Nazionale
Ha vestito la maglia della "Roja" in 47 occasioni realizzando anche 2 reti. Con la Nazionale cilena ha partecipato ai Campionati del mondo nel 1966, nel 1974 e nel 1982, vestendo in tutte e 3 le occasioni la fascia di capitano. Dopo Spagna 1982 e 20 anni di carriera nel mondo del calcio anche internazionale, ha deciso di chiudere col calcio professionistico.

## Dopo il ritiro
Una volta ritirato, ha iniziato a studiare giornalismo, ma ben presto è stato attratto dal sociale, dall'imprenditoria e anche dalla politica, diventando Consigliere del Sindaco di Viña del Mar. Più tardi divenne commentatore sportivo per la Tv cilena e per quella brasiliana. Nel 1999 ha ricevuto la menzione d'onore di essere uno dei migliori undici giocatori dell'America Latina e nello stesso anno ha fatto parte di un gruppo selezionato di Grande Masters Cup in una cerimonia tenutasi a Cannes, in Francia.

## Palmarès

### Club

#### Competizioni nazionali
- Campionato uruguaiano: 2

Peñarol: 1967, 1968
- Campionato Gaúcho: 6

Internacional: 1971, 1972, 1973, 1974, 1975, 1976
- Campionato brasiliano: 2

Internacional: 1975, 1976
- Copa Chile: 1

Palestino: 1976-1977
- Campionato cileno: 2

Palestino: 1977-1978
Colo-Colo: 1983

#### Competizioni internazionali
- Supercoppa dei Campioni Intercontinentali: 1

Peñarol: 1969

### Individuale
- Giocatore Mondiale dell'Anno FIFA: 2 volte

1975 e 1976
- Squadra di il stelle 1 volte in Campionato mondiale di calcio 1974

1974
- Calciatore sudamericano dell'anno: 3 volte

1974, 1975, 1976
- 3 ° posto Calciatore sudamericano dell'anno: 1 volte

1977
- Difensore sudamericano dell'anno: 6 volte

1971, 1972, 1973, 1974,1975,1976
- Calciatore uruguaiano dell'anno: 2 volte

1967, 1968
- Bola de Ouro: 2 volte

1972, 1976
- Bola de Prata: 3 volte

1974, 1975, 1976
- Calciatore cileno dell'anno: 1 volte

1981
- Sportivo cileno dell'anno: 1 volte

1981
- Riconosciuto come il miglior giocatore straniero che ha giocato in Uruguay e Brasile rispettivamente.

2002;2004
- Calciatore cileno di Storia - Sport Giornalisti Circle of Cile.

1999
- Cileno Calciatore del XX secolo (IFFHS): posizione 1º

2006
- Sud America Calciatore del XX secolo (IFFHS): posizione 8º

2000
- Meglio giocatore mondo del XX secolo (IFFHS): posizione 37º

2000
- Sud America migliore difesa del XX secolo in Sud America (IFFHS): posizione 1º

2000
- Membro della storica squadra della Coppa America nel secolo XX

2011
- Membro di Squadra del Sud America nel XX secolo

1999
- Membro FIFA 100

2004
- Selezionati dal gruppo dei primi 50 giocatori nella storia por il rivista World Soccer

2010
- Selezionati come uno dei migliori 100 del ventesimo secolo dalla rivista brasiliana Placar: posizione 19º

1999
- Selezionati tra i migliori calciatori della storia dalla rivista Playboy Brasile: posizione 13º

2005
- Membro della Hall of Fame Stadio Maracanà

2000
- Unico giocatore con Hugo Sánchez a partecipare in tre Coppe del Mondo alternativamente

1966;1974;1982
- Costantemente nominato per selezione del mondo e sudamericani dal 19 anni

1966;1983
- Nominato capitano di ogni squadra dove ha giocato

1966;1982